# Unblack metal
Unblack metal, także christian black metal – odmiana black metalu, której teksty piosenek dotyczą głównie tematów powiązanych z religiami chrześcijańskimi oraz hasłami antysatanistycznymi.

## Historia

### Początki
Historia gatunku sięga roku 1994, kiedy to 21 marca nakładem wytwórni Nuclear Blast ukazał się album Helling Usvart australijskiego projektu muzycznego Horde, założonego przez Jaysona Sherlocka, byłego perkusistę zespołów Mortification i Paramaecium. Hasłem promującym płytę było: „Invert The Inverted Cross” (Odwróć odwrócony krzyż). Sherlock nagrał krążek pod pseudonimem Anonymous (co nawiązuje do Euronymousa, a także znaczy po angielsku „anonim”), bowiem spodziewał się negatywnej reakcji na swój album w kręgach black metalowców. Jego obawy okazały się słuszne, ponieważ już od dnia premiery, Helling Usvart wywołał zamieszanie, które spowodowało w późniejszym czasie liczne groźby śmierci kierowane pod adresem założyciela projektu. Horde zyskał sobie wielu antyfanów, bardzo często nie ze względów muzycznych, ale ideologicznych, gdyż muzyka blackmetalowa była i nadal jest uważana za satanistyczną.
Wydanie Helling Usvart było impulsem dla wielu grup muzycznych, tak, iż w niedługim czasie pojawiło się wiele zespołów pokroju Horde, grających ekstremalny metal chrześcijański. Jednymi z takich grup były norweskie zespoły Antestor i Frosthardr, których popularność nie słabnie do dzisiaj.

### Rozwój gatunku
W kilka lat po wydaniu pierwszego unblackmetalowego krążka, rynek tej muzyki zaczął rozwijać się bardzo intensywnie, zwłaszcza na starym kontynencie. Wywołało to ogromne niezadowolenie ze strony black metalowego środowiska norweskiego i szwedzkiego.

## Ideologia i przesłanie
Unblack metal szerzy przede wszystkim treści biblijne, związane z religiami chrześcijańskimi wyrażając jednocześnie swą pogardę dla Szatana oraz wszystkiego co złe. Często określane jest to mianem współczesnej krucjaty, czy też wojny, prowadzonej za pomocą muzyki.
Oprócz tego christian-metalowcy śpiewają o tematach nie związanych z chrześcijaństwem (należy jednak dodać, że nie każdy zespół nieporuszający w swych tekstach zagadnienia satanizmu jest zespołem grającym metal chrześcijański).
Poniższa lista prezentuje wybrane zespoły unblack metalowe oraz ich przesłanie w tekstach piosenek:
- Frost Like Ashes – tematyka anty-pogańska, anty-satanistyczna, anty-aborcyjna. Zespół porusza również problem śmierci. Teksty zawierają często bardzo mocne i ostre słowa, niekiedy nawet wulgaryzmy.
- Slechtvalk – tematyka fantasy oparta na bohaterskich bitwach wikingów, piękno natury.
- Azbuk – wojna, problemy socjalne i społeczne.
- Antestor – smutek, żal, przestroga przed szatanem.
- Frosthardr – śmierć, natura (zima, chłód etc.)
- Armageddon Holocaust – apokalipsa i związane z nią zdarzenia, holokaust.
- Aristaeus – fantasy, natura, nadzieja.
- Old Memories – fantastyka, opowieści oraz legendy.
- Light Shall Prevail – filozofia, emocje
- Golgota – lament

## Hasła i znaki unblack metalu
Podstawowym i zarazem najczęściej wykorzystywanym przez unblackmetalowe grupy muzyczne znakiem jest krzyż rzymski lub celtycki z sylwetką ukrzyżowanego Jezusa (często spotykany z podpisem Unblack) oraz przekreślony pentagram (gwiazda pięcioramienna z dwoma ramionami skierowanymi ku górze z wpisaną głową demona Bafometa) podpisany hasłami: „War Against Satan” (ewentualnie „War Against Evil”) lub też „Satan Has Lost”.

## Unblack metal na świecie
Obecnie najwięcej zespołów wykonujących unblack metal pochodzi z rejonów Ameryki Południowej (głównie Brazylia, Peru, Argentyna). Do wyjątków, zespołów, które zdobyły popularność, należą między innymi Cerimonial Sacred i Sorrowstorm.
Dużo zespołów unblackmetalowych pochodzi również z USA i są to między innymi Frost Like Ashes (grupa byłych członków thrashmetalowego Possession), Bedeiah, Dark Endless czy też Light Shall Prevail. Rynek europejskiego unblack metalu rozwija się stopniowo oraz pozyskuje coraz to większe rzesze fanów. Wynika to między innymi z liczby chrześcijańskich festiwali muzyki metalowej odbywających się na terenie całej Europy.
Najwięcej europejskich zespołów wykonujących ten rodzaj muzyki pochodzi z Norwegii (między innymi: Antestor, Frosthardr, Vaakevandring), Finlandii (Mordecai, Megiddon), Europy Środkowo-Wschodniej (Evroklidon, Holy Blood) oraz Szwecji (Sanctifica, Shadows Of Paragon, Crimson Moonlight).

## Unblack metal w Polsce
Mimo iż od powstania gatunku minęło kilkanaście lat unblack metal nie cieszy się w Polsce zbytnią popularnością.
Pierwszym takim zespołem w kraju był Boanerges (to znaczy „Synowie Gromu”) założony w 1999 roku w Wiśle, który wydał jeden album po czym rozpadł się.
Kolejnym i zarazem najbardziej aktywnym do dzisiaj polskim zespołem unblackmetalowym jest Elgibbor założony przez Jarka Fire’a na przełomie 1999 i 2000 roku, współzałożyciela grupy Fire Throne, uchodzącego za popularyzatora polskiego unblacku.
Innym przykładem jest oscylująca pomiędzy Unblack a Death metalem formacja Malchus założona w 2004 roku w Przeworsku z inicjatywy Radosława Sołka, która może poszczycić się występami na dużych festiwalach za granicą oraz kilkoma wydawnictwami nie tylko w kraju, ale również za oceanem.
Wbrew pozorom tak mała liczba polskich zespołów grających ten gatunek muzyki nie przeszkodziła w zdobyciu przez nie popularności na całym świecie i zwróceniu uwagi fanów na polski rynek muzyki metalowej.